# Европейский муравей-древоточец
Европейский муравей-древоточец (лат. Camponotus ligniperda) — вид крупных по размеру муравьёв рода Кампонотус (Camponotus) из подсемейства формицины(Formicinae).

## Описание
Грудка красно-коричневая. Передний край наличника без вырезки. Рабочие муравьи бывают от мелких до крупных, имеют длину 6-14, самки — 15-18, самцы — 9-12 мм. Гнездятся в древесине.
C. ligniperda совершает брачные полеты с конца мая по июль. Эти крупные муравьи развиваются медленно, первые рабочие появляются через 1,8 месяца и более после откладки первых яиц.
Предлагаемое иногда его название Краснобрюхий муравей-древоточец нигде не используется и не соответствует действительности, так как красным (от желтовато-красного до бурого) у него может быть только основание первого тергита брюшка, тогда как остальная его часть чёрная. Поэтому его часто путают с близким видом — Красногрудым муравьём-древоточцем (Camponotus herculeanus).

## Распространение
Встречается в лесах материковой Средней Европы, Кавказа и Малой Азии. Отсутствует в Великобритании, Ирландии и на некоторых островах.

## Охранный статус
Внесён в Приложение к Красной книге Москвы как вид, нуждающийся на территории столицы в постоянном контроле и наблюдении.